# Plectreurys ardea
Plectreurys ardea is een spinnensoort uit de familie Plectreuridae. De soort komt voor in Mexico.